# Gera Lario
Gera Lario là một đô thị ở tỉnh Como trong vùng Lombardia, có cự ly khoảng 80 kilômét (50 mi) về phía bắc của Milano và khoảng 45 kilômét (28 mi) về phía đông bắc của Como. Tại thời điểm ngày 31 tháng 12 năm 2004, đô thị này có dân số 942 người và diện tích là 6,7 km².
Gera Lario giáp các đô thị: Colico, Dubino, Montemezzo, Piantedo, Sorico, Trezzone, Vercana.